# 桂山镇
桂山镇，是中华人民共和国广东省珠海市香洲区下辖的一个镇，位于桂山岛上。
桂山镇是珠海市万山海洋开发试验区的政治、经济、文化中心，辖区由桂山岛、中心洲岛、牛头岛、青洲岛、大小蜘洲岛等22个大小岛屿及800平方公里的周边海域组成。镇政府所在地桂山岛已和邻近的中心洲岛、牛头岛相连，面积6.5平方千米（2017年）。
桂山镇位于市政府驻地的东南面16海里处，东北距香港大屿山3海里，西距澳门15海里。桂山岛群地处港、澳、深、珠之间的近海海域，大西、大濠等六条国际航道贯穿其中，著名的珠江口国际锚地设在其间，与香港迪士尼乐园隔海相望，周边海域是中国目前唯一划定对外开放的主要的垂钓区。现有常住人口约2035人（2017年），设2个渔业村委会和1个居委会。

## 历史
桂山镇位于广东珠海市香洲区的桂山岛，原名垃圾尾岛。1950年，盘距在珠江口万山群岛的中華民國國軍重集兵力，中国人民解放军「桂山号」等军舰于5月25日向國軍发动进攻，战斗中中弹着火的「桂山号」在垃圾尾岛吊藤湾抢滩登陆，强占阵地，与国軍陆战团展开激戰，终因力量悬殊，经过半天的战鬥，「桂山号」大部分軍人都陣亡。为紀念「桂山号」英雄的事蹟，在1954年，珠海市政府将垃圾尾改名为「桂山岛」。

## 行政区划
桂山镇下辖以下地区：
桂海村和桂山村。

## 旅遊業
桂山岛旅游资源丰富，桂山舰登陆点是珠海市的爱国主义教育基地之一；中华白海豚水域已被中国划为四大自然保护区域之一。桂山岛群属大陆架海岛，兼有海洋风光和大陆风光双重特点，具有典型的亚热带海洋风貌，还有众多的港湾、礁石、岩岸、山岭，常绿的亚热带植被。近年来，桂山镇成功举办了多场大型国际海钓大赛，如亚洲矶钓联盟02年香港区国际海钓大赛，香港矶钓联盟03年“桂山杯”海钓比赛等，为参赛的钓鱼界朋友在进出关、交通、通讯、安全保险、餐饮等方面提供服务，逐漸树立海钓旅游品牌。
桂山岛地处珠江出海口，历来是兵家必争之地，自古以来有「万山要塞」、「珠江门亭」之称，亦是中國海军战例——万山海战主战场，蕴藏丰富的革命历史文化资源和遗迹。近年岛上先后整治和建设了桂山舰英雄登陆点、小桂山纪念公园，小东山军训夏令营，文天祥广场及诗碑廊等景观，逐步建立海上“红色之旅”品牌，每年均吸引了大批中國內地遊客到訪。

## 经济概况
桂山镇近年大力发展“中转仓储、网箱养殖和海洋旅游业”三大支柱产业。2008年全镇各项经济指标持续增长，渔业总产值为3,375万元，同比增长5.7%；渔村人均收入11,272元，同比增长5.3%；完成国税1,576.2万元，同比减少30%；完成地税2,380万元，同比增长11.23%；财政总收入4,115万元，同比增长24.66%。

## 鎮上設施
经过多年的发展，海岛供水、供电、通讯、交通等基础设施建设日臻完善。镇上有小学一所、卫生院一间，设有工商所、派出所、渔政、边防工作站、电信局、邮政所、信用社、水产站等等，还驻有部队、海关、边检、动植检、海事处、引水站、航标站等20多个外驻单位和部门，各类工商个体企业达一百多家。岛屿间交通方便，每天有2艘豪华客轮来往香洲与海岛之间，所需时间約45分钟。桂山岛西南面上百平方公里的海域，是被中国批准唯一的对外开放的游艇潜水垂钓区。近年来，桂山镇以休闲渔业为旅游业龙头，不断加强旅游硬件建设和软件建设。目前，岛上有大小酒店6家，约400个床位，其中二星级酒店一家，餐厅有10多家，上岛游客约三万多人次。